# 카헐 오 호하

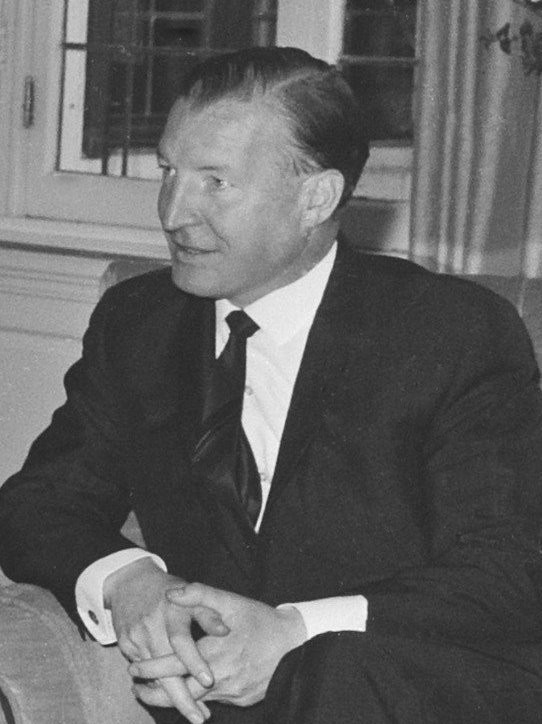

카헐 세마스 오 호하(아일랜드어: Cathal Séamas Ó hEochaidh, 영어: Charles James "Charlie" Haughey 찰스 제임스 "찰리" 호히[*], 1925년 9월 16일 ~ 2006년 6월 13일)는 아일랜드의 보수 정치인으로, 세 차례(1979년 12월 ~ 1981년 6월, 1982년 3월 ~ 1982년 12월, 1987년 3월, 1992년 2월)에 걸쳐 티셔흐(수상)를 역임했다. 또한 피아나 팔의 제4대 당수였다. 호하는 1957년 타흐터 달러로 당선되어 다일 에이렌에 입성했으며, 1992년까지 빠짐없이 재선하였다. 지억구는 더블린 동북부였다. 1977년에서 1979년까지는 보건사회복지성 장관, 1966년에서 1970년까지 재무성 장관, 1964년에서 1966년까지 농무성 장관, 1961년에서 1964년까지 법무성 장관을 역임했다.
호하는 당대 아일랜드의 가장 영향력 있는 정치인이었으며, 또한 가장 논쟁적인 정치인이다. 1960년대에 정부에 들어간 이래 경제학자들의 도움을 받아 1980년대 말 경제 개혁을 이끌었다는 평가가 있으나, 동시에 그의 정치인생은 온갖 스캔들과 추문으로 얼룩져 있다. 1970년 무기위기로 정치인생이 끝장나기 직전까지 몰렸고, 1982년에는 GUBU 사건으로 홍역을 겪었다. 그의 당권은 네 차례에 걸쳐 도전받았으나 네 번 모두 호하를 몰아내는 데 실패했고, 때문에 호하는 "위대한 마술사(Great Houdini)"라는 별명도 얻었다. 1983년의 전화 감청 스캔들에 그가 연루되어 있음이 1992년 폭로되면서 호하는 티셔흐직에서 사임하고 정계를 은퇴했다.
퇴임 이후 각종 부패, 횡령, 탈세에 대한 폭로가 뒤따랐고 27년간 혼외정사를 했었다는 사실은 그의 정치인으로서의 명성에 심각한 흠결을 남겼다. 호하는 2006년 전립선암으로 죽었다. 향년 80세.